# Kaloa tabellifera
Kaloa tabellifera är en insektsart som beskrevs av Bolívar, I. 1909. Kaloa tabellifera ingår i släktet Kaloa och familjen gräshoppor. Inga underarter finns listade i Catalogue of Life.